# Федорец, Семён Алексеевич
Семён Александрович Федорец (18 февраля 1921, Екатеринослав (ныне Днепр) — 2002, Харьков) — советский лётчик-ас 913-го истребительного авиационного полка 32-й истребительной авиационной дивизии в Корейской войне, участник Великой Отечественной войны.

## Биография
В 1940 году окончил 10 классов средней школы в посёлке Краснополье (в черте города Днепр). В 1941 году окончил Днепропетровский аэроклуб.
С мая 1941 года — в Красной Армии. 11 мая 1944 года окончил Одесскую военную авиационную школу лётчиков, действовавшую в эвакуации в Киргизской ССР.  в Одессе. После окончания обучения направлен 403-й истребительный авиационный полк (2-й гвардейский истребительный авиационный корпус ПВО, Ленинградская армия ПВО в составе Ленинградского фронта, с декабря 1944 года — Центрального фронта ПВО). Выполнял полёты на дежурство в воздухе по прикрытию Ленинграда на истребителе Р-39 «Аэрокобра», однако к тому времени фронт отошёл далеко от Ленинграда и немецкая авиация атаковать город уже не пыталась. Поэтому в Великой Отечественной войны Семён Федорец встреч в воздухе с противником не имел.
После войны продолжал службу в том же 403-м истребительном авиаполку (19-я воздушная истребительная армия ПВО), в августе 1945 года стал старшим лётчиком, в марте 1946 года — командиром звена. В сентябре 1946 года переведён на должность командира звена в 26-й гвардейский истребительный авиационный полк ПВО (34-я истребительная авиационная дивизия, 25-я воздушная истребительная армия ПВО, Ленинградский район ПВО). В ноябре 1949 года переведён командиром звена в 913-й истребительный авиационный полк (32-я истребительная авиационная дивизия, 54-я воздушная армия, Приморский военный округ).
После начала Корейской войны вся дивизия готовилась к участию в боевых действиях и летом 1952 года вступила в бой на реактивных истребителях МиГ-15. Старший лейтенант С. А. Федорец участвовал в боевых действиях в небе КНДР ровно год: с 17 июля 1952 года по 27 июля 1953 года. За отличия в боевых действиях ему досрочно присвоили воинские звания капитан и майор, а в мае 1953 года он был назначен командиром эскадрильи 913-го истребительного авиаполка. Выполнил 98 боевых вылетов, провёл 40 воздушных боёв, в которых лично сбил 7 самолётов противника. В групповом воздушном бою 12 апреля 1953 года сбил лучшего американского аса этой войны Джозефа Макконнелла (16 побед), но через несколько секунд в том же бою и сам был подбит парой «Сейбров» и катапультировался. Эскадрилья под его командованием сбила 14 самолётов противника. Командир 64-го истребительного авиационного корпуса Герой Советского Союза генерал-лейтенант авиации С. В. Слюсарев представил майора С. А. Федорца к званию Героя Советского Союза. Однако в вышестоящих штабах высшую награду страны заменили на орден.
После возвращения в СССР служил в том же полку, в августе 1954 года был направлен на учёбу и в 1957 году окончил командный факультет Военно-воздушной академии в Монино. С ноября 1957 года — заместитель, с апреля 1958 года — первый заместитель командира 114-го учебного авиационного полка по лётной подготовке (12-е военное авиационное училище лётчиков,  Куйбышев). С июня 1960 года — заместитель командира 809-го учебного авиационного полка при Чугуевском военном авиационном училище лётчиковВАУЛ (в марте 1961 года полк был передан в Харьковское высшее военное авиационное училище летчиков имени С. И. Грицевца). С декабря 1963 года — начальник огневой и тактической подготовки и воздушной стрельбы Харьковского ВВАУЛ, с января 1965 года — заместитель командира 810-го учебного авиационного полка по лётной подготовке при Харьковском ВВАУЛ, с августа 1966 года — старший штурман Харьковского ВВАУЛ. В 1967 году окончил курсы усовершенствования офицерского госостава при Военно-воздушной академии. С ноября 1967 года — главный штурман 71-го истребительного авиационного корпуса (24-я воздушная армия, Группа советских войск в Германии). С декабря 1968 года подполковник С. А. Федорец — в запасе
Жил в Харькове. Умер в 2002 году.

## Воинские звания
- Младший лейтенант (11.05.1944)
- Лейтенант (16.08.1944)
- Старший лейтенант (18.05.1950)
- Капитан (27.01.1953)
- Майор (23.06.1953)
- Подполковник (14.11.1957)

## Награды
- Орден Ленина (14.07.1953)
- Орден Красного Знамени (4.06.1954)
- Орден Отечественной войны II степени (11.03.1985)
- Орден Красной Звезды (30.12.1956)
- Медаль «За боевые заслуги» (19.11.1951)
- другие медали СССР
- Медаль «Китайско-советская дружба» (КНР)